# Nathan Homer Knorr
Nathan Homer Knorr (Bethlehem, 26 aprile 1905 – Wallkill, 8 giugno 1977) è stato un predicatore statunitense. Fu il terzo presidente della Società Torre di Guardia dal 1942 al 1977.

## Biografia
Nathan Homer Knorr nacque a Bethlehem, Pennsylvania, il 26 aprile 1905.  All'età di 16 anni incominciò ad interessarsi al Movimento degli Studenti biblici.  Nel 1922, dopo aver assistito ad una conferenza tenuta da Joseph F. Rutherford a Cedar Point, lasciò la Chiesa riformata e si battezzò come Studente Biblico il 4 luglio 1923. In quell'occasione conobbe Frederick William Franz, che divenne suo amico intimo. Sempre nel 1923 Knorr iniziò l'attività di colporitore ed entrò nello staff della Betel di New York.
Knorr divenne un volontario presso la sede di Brooklyn il 6 settembre 1923, e direttore della stamperia nel settembre 1932.
Nel 1932 Knorr venne nominato direttore amministrativo dell'Associazione del Pulpito dei Popoli, della quale divenne vicepresidente nel 1935. Nel 1940 divenne vicepresidente della Società Torre di Guardia.

### Presidenza della Società Torre di Guardia
Il 13 gennaio 1942, cinque giorni dopo la morte di Joseph Rutherford, Nathan Knorr venne eletto presidente della Società Torre di Guardia. A differenza di quanto accaduto alla morte di Charles T. Russell, la transizione fu rapida e senza frizioni. Al contrario dei suoi predecessori, Knorr si dedicò principalmente alla guida amministrativa dei Testimoni, lasciando l'esegesi dottrinale a Franz. 
Nel febbraio 1942 Knorr inaugurò, nella Betel di New York, la Scuola di ministero teocratico. Il 24 settembre 1942, suggerì di fondare un'altra scuola per formare missionari per il servizio all'estero. Il suggerimento, approvato all'unanimità dal consiglio di amministrazione portò alla formazione della Scuola Missionaria di Galaad, che divenne operativa a partire dal 1º febbraio 1943.
Knorr predispose anche la creazione di nuove filiali in molti paesi. Nel 1942, quando divenne presidente, c'erano 25 filiali in tutto il mondo. Nel 1946, nonostante gli eventi della seconda guerra mondiale, il numero di filiali aumentato a 57. Nei successivi 30 anni, il numero di filiali era aumentato a 97. Nel 1947 Knorr compì un viaggio intorno al mondo, assieme al suo segretario Milton Henschel, per raccogliere informazioni con cui impostare l'attività missionaria. Nel 1948 fece vendere Bet Sarim, che era stata fatta edificare da Rutherford come dimora per i patriarchi dell'Antico Testamento. 
Il 2 agosto 1950 Knorr presentò la traduzione del Nuovo Mondo delle scritture greche. 
Durante il periodo in cui fu presidente, l'organizzazione spiegò che il punto di vista biblico di "astenersi dal sangue" di Atti 15:29 comprendeva anche le trasfusioni di sangue.
Nel 1971 la guida dei Testimoni di Geova assunse una forma collegiale, vedendo la nascita del Corpo Direttivo. Quest'organo divenne l'effettiva guida del movimento il 4 dicembre 1975, quando venne approvata la riforma tramite la quale si ridussero notevolmente i poteri del Presidente della Società Torre di Guardia.
Knorr sposò Audrey Mock nel 1953. Morì per un tumore cerebrale l'8 giugno 1977 a Wallkill, New York.